# Momina (Pologne)
Pour l’article homonyme, voir Momina.
Momina est une localité polonaise de la gmina de Waśniów, située dans le powiat d'Ostrowiec en voïvodie de Sainte-Croix.